# 渠坝镇
渠坝镇，是中华人民共和国四川省泸州市纳溪区曾经下辖的一个镇。2019年12月，撤销渠坝镇，将其所属行政区域划归天仙镇管辖。

## 行政区划
渠坝镇撤销前下辖以下地区：
渠坝驿社区、河坝村、龙头村、九君村、联合村、立石村、清凉村、天星村、双新村和雪龙村。